# Communauté de communes du canton de Beaurepaire-en-Bresse
La communauté de communes du canton de Beaurepaire-en-Bresse est une ancienne communauté de communes française, située dans le département de Saône-et-Loire et la région Bourgogne-Franche-Comté.

## Composition
Elle est composée des communes suivantes :
1. Beaurepaire-en-Bresse
2. Le Fay
3. Montcony
4. Sagy
5. Saillenard
6. Saint-Martin-du-Mont
7. Savigny-en-Revermont

## Historique
Au 1er janvier 2014, une partie de la communauté de communes a fusionné avec la communauté de communes du canton de Saint-Germain-du-Bois pour former la communauté de communes de Bresse Revermont 71.